# Новогребенщиково (Куйбышевский район)
Новогребенщиково — деревня в Куйбышевском районе Новосибирской области. Входит в состав Верх-Ичинского сельсовета.

## География
Площадь деревни — 22 гектара.

## Население
| 2002 | 2007 | 2010 |
| ---- | ---- | ---- |
| 45   | ↘27  | ↘2   |

## Инфраструктура
В деревне по данным на 2007 год отсутствует социальная инфраструктура.